# Passiflora santiagana
Passiflora santiagana är en passionsblomsväxtart som först beskrevs av Ellsworth Paine Killip, och fick sitt nu gällande namn av Attila L. Borhidi. Passiflora santiagana ingår i släktet passionsblommor, och familjen passionsblomsväxter. Inga underarter finns listade i Catalogue of Life.